# Blame! (filme)
Blame! (estilizado como BLAME!) é um filme de ação e ficção científica animado em CGI japonês de 2017 dirigido por Hiroyuki Seshita, produzido pela Polygon Pictures, escrito por Tsutomu Nihei e baseado na série de mangá Blame!, que foi escrito e ilustrado por Tsutomu Nihei. Foi lançado globalmente pela Netflix em 20 de maio de 2017.

## Elenco
| Personagens  | Japonês            | Inglês                  |
| ------------ | ------------------ | ----------------------- |
| Killy        | Takahiro Sakurai   | Kyle McCarley           |
| Cibo         | Kana Hanazawa      | Cristina Vee            |
| Zuru         | Sora Amamiya       | Christine Marie Cabanos |
| Sutezo       | Mamoru Miyano      | Keith Silverstein       |
| Tae          | Aya Suzaki         | Cherami Leigh           |
| Fusata       | Nobunaga Shimazaki | Bryce Papenbrook        |
| Atsuji       | Yuki Kaji          | Johnny Yong Bosch       |
| Shige        | Koutarou Nishiyama | Brian Beacock           |
| Fuku         | Nanako Mori        | Reba Buhr               |
| Pop          | Kazuhiro Yamaji    | Michael McConnohie      |
| Shizu        | Ayane Sakura       | Cassandra Morris        |
| A Autoridade | Aki Toyosaki       | Karen Strassman         |
| Sana-Kan     | Saori Hayami       | Kira Buckland           |

## Produção
Os planos para um filme de animação em CG completo foram anunciados em 2007. No entanto, esse projeto de filme CG proposto não foi lançado antes que Micott e Basara (o estúdio contratado) pedissem falência em 2011.
Foi anunciado em novembro de 2015 que a série receberia uma adaptação cinematográfica do anime. O filme foi dirigido por Hiroyuki Seshita e escrito por Tsutomu Nihei e Sadayuki Murai, com animação da Polygon Pictures e design de personagens de Yuki Moriyama. Foi lançado globalmente como original da Netflix em 20 de maio de 2017.

## Lançamento
Blame! foi lançado pela Polygon Pictures em 19 de maio de 2017. Foi disponibilizado para assinantes na Netflix em 20 de maio de 2017.
Em 5 de outubro de 2017, a Viz Media anunciou em seu painel da Comic Con de Nova Iorque que havia licenciado os direitos de exibição de Blame! e planeja lançar o filme em Blu-ray Disc e DVD em 27 de março de 2018. Foi anunciado em junho de 2017 que o filme original da Netflix, Blame!, estaria recebendo uma sequência e já estava "em produção".